# Fi Centauri
Fi Centauri ( φ Centauri, förkortat Fi Cen, φ Cen) som är stjärnans Bayerbeteckning, är en ensam stjärna belägen i den östra delen av stjärnbilden Kentauren. Den har en skenbar magnitud på 3,75 och är synlig för blotta ögat där ljusföroreningar ej förekommer. Baserat på parallaxmätning inom Hipparcosuppdraget på ca 6,2 mas, beräknas den befinna sig på ett avstånd på ca 530 ljusår (ca 161 parsek) från solen.

## Egenskaper
Fi Centauri är en blå till vit underjättestjärna av spektralklass B2 IV. Den har en massa som är ca 8,5 gånger större än solens massa, en radie som är ca 4,2 gånger större än solens och utsänder från dess fotosfär ca 4 000 gånger mera energi än solen vid en effektiv temperatur på ca 21 600 K. Den har inga kända följeslagare, men visar variationer av radialhastighet och högre ordnings pulsationer i spektret.
Fi Centauri ingår i undergruppen Upper-Centaurus Lupus i stjärnhopen Scorpius-Centaurus OB, som är den närmaste sådan samling i förhållande till solen av massiva stjärnor med gemensam egenrörelse.